# Pete Newell
Peter Francis Newell, (Vancouver, Columbia Británica, 3 de agosto de 1915 - Rancho Santa Fe, California, {{Fecha|17|11|2008}) fue un jugador y entrenador de baloncesto estadounidense. Fue campeón olímpico como seleccionador de Estados Unidos en los Juegos Olímpicos de Roma de 1960.

## Premios con su nombre
En su honor se dan los premios Pete Newell Big Man Award, que lo recibe el mejor jugador interior de cada temporada de la NCAA. Pete Newell dirigió campo de entrenamiento "Pete Newell Big Man Camp" para pívots y aleros desde 1976 hasta su muerte en 2008.